# درمنه

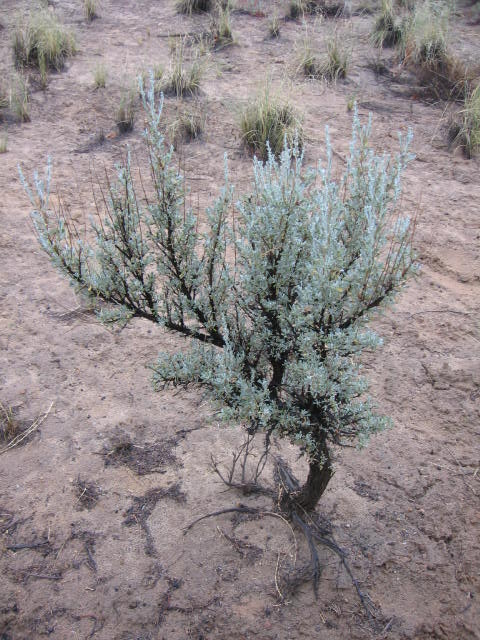
Artemisia tridentata ("درمنه بزرگ")

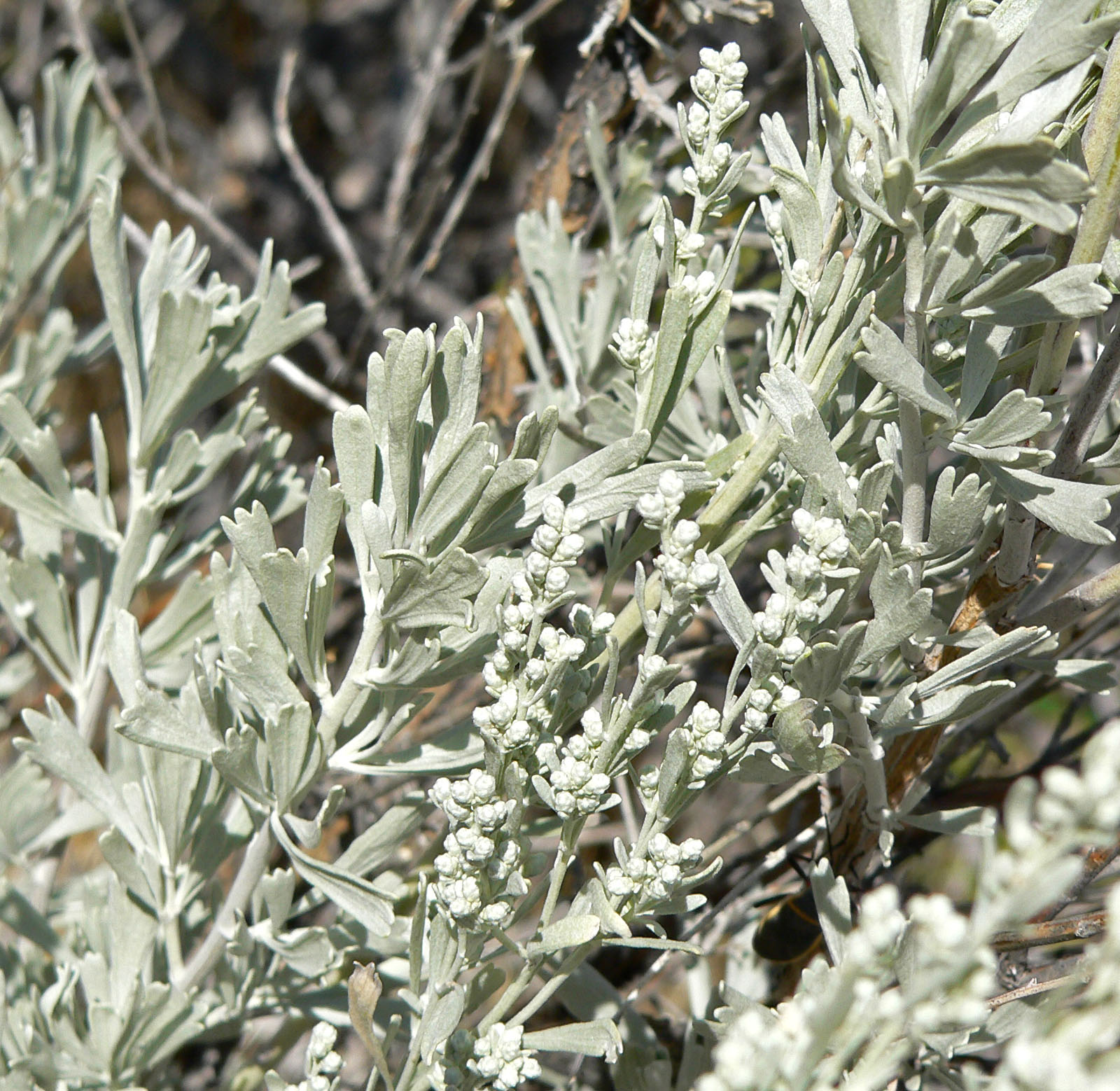
برگ و گل Artemisia tridentata

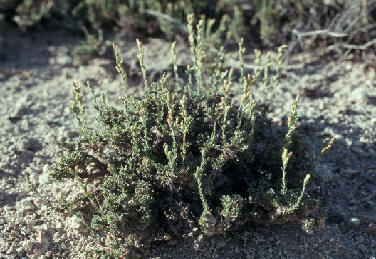
درمنه کوتوله

درمنه (به انگلیسی: Sagebrush) نام رایج چندین گونه چوبی و علفی از گیاهان در تیره درمنه‌ایان است. شناخته‌شده‌ترین درمنه، درختچه درمنه بزرگ است. درمنه‌ها بومی غرب آمریکای شمالی هستند.
در زیر فهرستی از نام رایج گونه‌های مختلف از سردهٔ درمنه به همراه نام علمی مربوط به آنها به ترتیب حروف الفبا آورده شده‌است. بسیاری از این گونه‌ها با بیش از یک نام رایج شناخته می‌شوند و برخی از نام‌های رایج بیش از یک گونه را نشان می‌دهند.
- درمنه آلپی Artemisia scopulorum
- درمنه آفریقایی - Artemisia afra
- درمنه بزرگ -Artemisia tridentata
- درمنه بزرگ - به درمنه بزرگ مراجعه کنید
- درمنه بیگلو - Artemisia bigelovii
- درمنه پای پرنده - Artemisia pedatifida
- درمنه سیاه - Artemisia nova
- درمنه آبی - به درمنه بزرگ مراجعه کنید
- درمنه شمالی - Artemisia norvegica
- درمنه جوانه‌ای - Artemisia spinescens
- درمنه کالیفرنیایی - Artemisia californica
- درمنه کاروثی- Artemisia carruthii
- درمنه ساحلی - به درمنه کالیفرنیایی مراجعه کنید
- درمنه کوتوله - به درمنه آلپی مراجعه کنید
- درمنه لبه‌دار - Artemisia frigida
- درمنه خاکستری - به درمنه سفید مراجعه کنید
- درمنه جزیره - Artemisia nesiotica
- درمنه کوچک - Artemisia arbuscula
- درمنه برگ‌دراز - Artemisia longifolia
- درمنه کوتاه - رجوع به درمنه کوچک شود
- درمنه میشا - Artemisia michauxiana
- درمنه اوویهی - Artemisia papposa
- درمنه مرغزار- درمنه سفید را ببینید
- درمنه کوتوله - Artemisia pygmaea
- درمنه کهنه‌واش - Artemisia franserioides
- درمنه شنی - Artemisia filifolia
- درمنه خاردار - Artemisia rigida
- درمنه سیمین - Artemisia cana
- درمنه سوکور کریک - Artemisia packardiae
- درمنه دارمرز - Artemisia rothrockii
- درمنه سه‌نوکه - Artemisia tripartia
- درمنه سفید - Artemisia ludoviciana